# 清代匠作则例

王世襄主编《清代匠作則例》

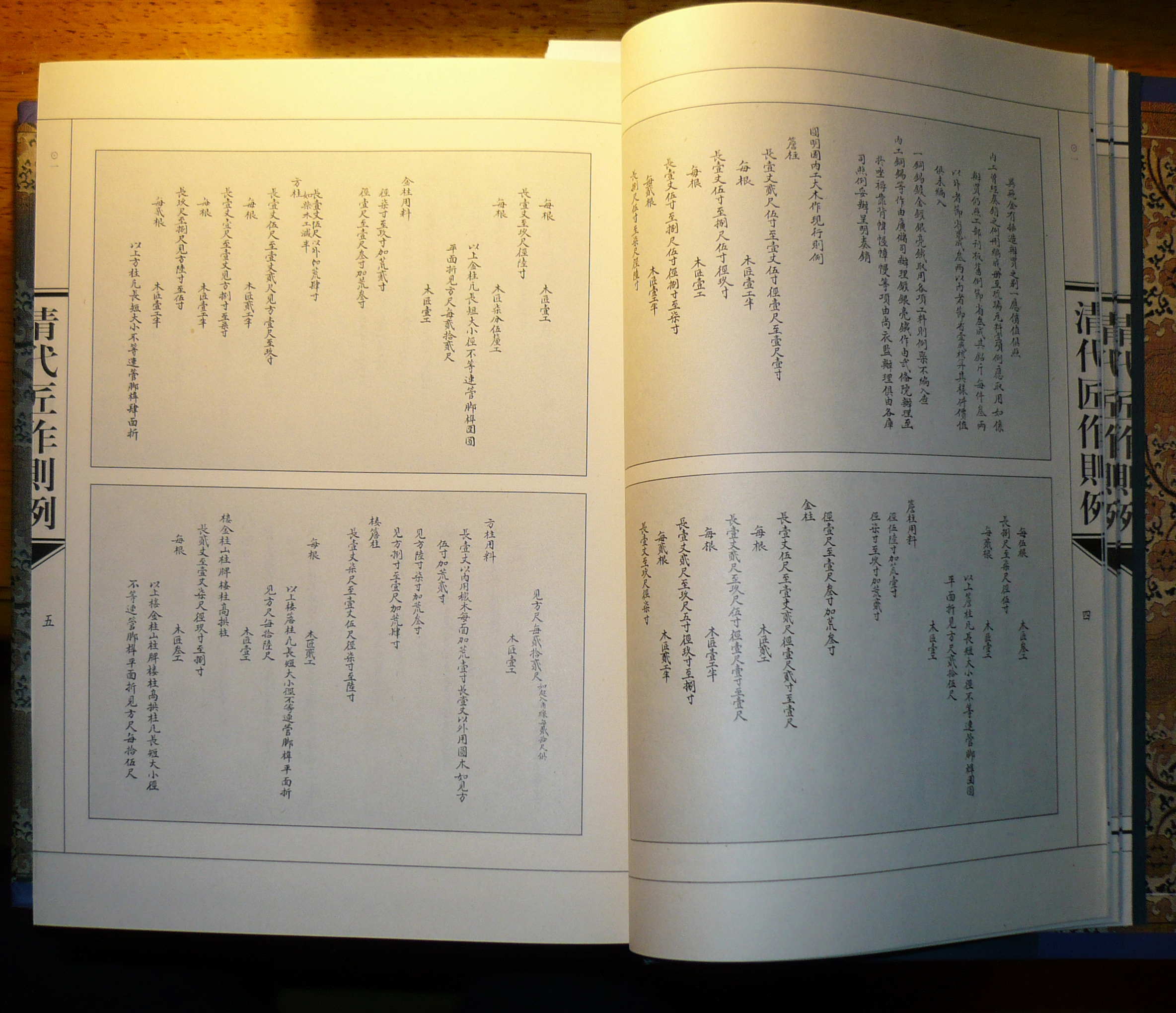
乾隆年间官方文件《圆明园内工大木作现行则例》

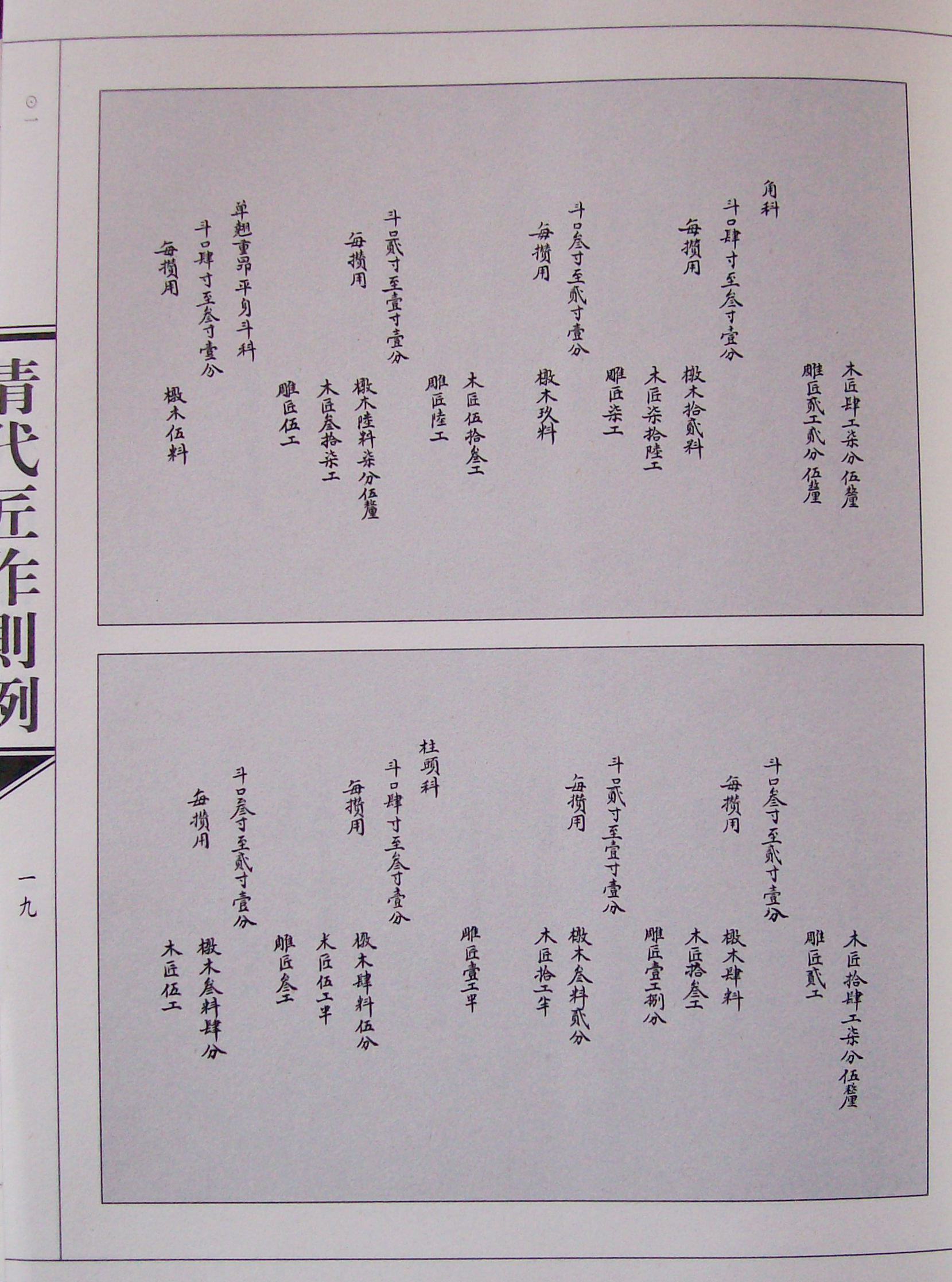
圆明园内工则例-大木作

《清代匠作则例》是王世襄主编的一套十卷清代关于土木工程，园林建设，城墙工程 ，河道工程，军器制造，以及佛作，金银作，漆作等工艺的做法和成例的抄本影印集。1963年，王世襄拟定一个编撰《清代匠作则例计划》；后因文化大革命而搁置；1995年从新向文物博物馆提出，列入工作计划。2000年开始，由郑州大象出版社陆续出版，现有《清代匠作则例》壹至陸卷，每卷仅印200-300册。

## 历史
现存各种清代匠作则例大部分是抄本，约140种， 分藏于国家图书馆，北京大学图书馆，故宫博物院图书馆，清华大学图书馆，中国文物研究所图书馆等图书馆。三十年代初，在朱启钤倡导下中国营造学社整理注释了小部分清代匠作则例，例如建筑学家梁思成整理注释了《清式營造則例》和《营造算例》，实为清代匠作则例文献研究的开山之作。1934年美国学者Carroll Brown Malone 根据美国国会图书馆所存清代匠作则例中关于圆明园、万寿山的则例，著《清朝北京皇家园林史》。后来王世襄曾利用清代匠作则例中的材料作为写《修饰录解说》的注解。颐和园重建苏州街时，曾向王世襄索取有关的则例，认为有参考价值。1963年王世襄油印佛作，神门作200册送友人；文化大革命中成为宣扬封资修的典型，挨批斗。

## 内容
王世襄从1960年开始收集，到2000年为止，共收集到各种清代匠作则例73种其中有刊本15种和罕见的抄本54种，大体分为以下几大类：
- 营造则例

乾隆58年《钦定工部则例》
《工部工料则例》
《内庭宫殿画工则例》
《内庭圆明园内工诸作现行则例》
《圆明园内工则例》
《圆明园工程则例》
《圆明园转轮藏开花献佛木作则例》
《万寿山工程则例》
《热河工程则例》
《宫廷装修则例》等。
- 总管则例：

《总管内务府现行则例》
《总管内务府禦书处现行则》
- 工程做法

《雍和宫做法清单》
《昌西陵做法清单》
《内廷工程做法》
《各项工程做法》
《垂花门游廊方亭做法》
《大木做法》
《瓦作做法》
《工段营造录》
《武英殿聚珍版程式》
《惠陵工程备要》
《城垣做法册》等。
- 物料价值

《物料价值》
《内庭物料斤两尺寸价值则例》
《山东省物料价值则例》
《广东省物料价值则例》
- 兵器：

《钦定工部军器则例》
《钦定工部军需则例》
《钦定江苏省外海战船则例》
《钦定福建省外海战船则例》
《钦定江苏省内河战船则例》等。
这些由清代匠人编写的各种则例，涵盖43类工种，约合三百万字。王世襄原计划影印出版《清代匠作则例》共10册，每册1000-1200页左右，总页数在一万页以上。
卷一：总序，沿革，则例提要
卷二：土作，大木作等
卷三：石作，琉璃作等
卷四：小木作
卷五：漆作，画作等
卷六：佛作等
卷七：金银作
卷八：竹作，藤作等
卷九：乘舆，仪仗等
卷十：名词索引。
2000年起由郑州大象出版社影印出版由王世襄主编的《清代匠作则例》，截至2009年已经出版一至六卷。

## 清代匠作则例彙編
王世襄主编的十卷本《清代匠作则例》全是七十余种清代匠作抄件的影印本，每一页缩版影印原抄本二页，上下排版，每页平均36行，排列稀疏，例如
“斗口二寸每拾捌塊用

木工壹工”
十三字分项目和功限两行错开抄写。
2008年王世襄整理1963年的油印稿，编成《清代匠作则例彙編》，内容包括装修作则例、漆作则例、泥金作则例和油作则例等四类则例的彙編，由中国书店铅字排印出版。